# Liars (grup musical)
Liars és un trio de Los Angeles, Estats Units creat el 2000. El conformen Angus Andrew (veus/guitarra), Aaron Hemphill (percussió, guitarra, sintetitzador) i Julian Gross (bateria). Tenen set àlbums d'estudi i publiquen sota el segell Mute Records. La seva alineació ha anat canviat al llarg de la seva història i el seu registre combina punk amb música electrònica.

## Discografia
- They Threw Us All in a Trench and Stuck a Monument on Top (Gern Blandsten, 2001)
- They Were Wrong, So We Drowned (Mute Records, 2004)
- Drum's Not Dead (Mute Records, 2006)
- Liars (Mute Records, 2007)
- Sisterworld (Mute Records, 2010)
- WIXIW (Mute Records, 2012)
- Mess (Mute Records, 2014)
- TFCF (Mute Records, 2017)
- Titles with the Word Fountain (Mute Records, 2018)